# أم الينابيع
أم الينابيع قرية صغيرة تابعة إلى محافظة عجلون شمال الأردن تقع على جبل يمتاز بكثرة ينابيعه العذبة ومنه أخذت اسمها، يقطنها ما يقارب الألف نسمة من عشيرة القضاة.
توجد قرية أم الينابيع على رقعة خضراء، وتحيط بها من كل جانب أشجار السنديان والصنوبر. ويمكن مشاهدة الخضرة أينما ننظر من القرية، مما يعني المنظر العام الجميل بأشجاره الخضراء، خاصة الكروم وأشجار الزيتون والتين واللوزيات.